# Nacho Mastretta
Ignacio Mastretta Rodríguez, conegut com a Nacho Mastretta (Barcelona, 9 de maig de 1964); músic, compositor i productor discogràfic espanyol. És el creador del projecte musical Mastretta, que lidera des de 1998, i autor de bandes sonores de pel·lícules com El Gran Vázquez, Looking for Fidel, o Muchos hijos, un mono y un castillo.

## Biografia

### Primers anys
Va néixer a Barcelona en 1964 però sent nen es va traslladar a Santander, on va estudiar piano en el Conservatori Jesús de Monasterio. El seu primer projecte musical s'anomenà Las manos de Orlac, un grup format en 1985, amb el qual va gravar dos àlbums; La Furia (1988) i Salud y pesetas (1989).
Es va instal·lar en Madrid l'any 1991 i des de 1992 fins a 1999 va exercir de tècnic de so en la mítica sala El Sol, sonorizando a bandes internacionals i locals.

### Música Instrumental
Paral·lelament, va començar a desenvolupar un personal estil instrumental, que va cristal·litzar amb la publicació del single “Higballito” per la companyia independent madrilenya Subterfuge Records a l'estiu de 1998.
Al desembre del mateix any va publicar el seu primer àlbum: Melodías de rayos X. Els sons instrumentals de l'àlbum cobraven entitat amb la incorporació de Pablo Novoa, Miguel Malla, Ricardo Moreno i la col·laboració vocal d'Ana Belén en un dels temes. El disc va ser triat pels crítics d'El País com a Millor àlbum electrònic espanyol de la dècada dels 90.
Des de l'any 1997 compon les músiques de les desfilades del dissenyador espanyol Jesús del Pozo, i el 1999 edita l'EP Música para el desfile de la colección de otoño-invierno 1999-2000 de Jesús del Pozo. 
El gener de 2000 va publicar el seu segon àlbum Luna de miel: un projecte on 10 convidades de diferents paises infonen calidesa a les composicions de l'artista: les mexicanes Julieta Venegas i Alaska, l'argentina Rubi, la italiana Beatrice, la cubana Gema Corredera, la sudanesa Rasha i les espanyoles Raquel Pascual, Irantzu Valencia de La Buena Vida, Cristina Lliso, Ana Belén i Ajo de Mil Dolores Pequeños. El fil conductor de Luna de miel era el cant irònic i sentimental de dones en dificultats quotidians.
Amb motiu de la XI Setmana de Cinema Fantàstic i de Terror de Sant Sebastià, el 2000, va publicar Bascombe un CD single inspirat al cinema fantàstic, amb versions de Star Wars i Mars Attacks!
En el 2001 va compondre i va gravar al costat del seu quartet Música de automóvil, un àlbum instrumental que manté el seu característic so, incorporant a la instrumentació un quintet de cordes.
En el 2002 va girar per tota Amèrica acompanyant a la cantant mexicana Julieta Venegas.
En 2003 publica “Mastretta en el Sol”, que registra en directe a la sala El Sol de Madrid el repertori del quartet en els seus cinc anys d'activitat; Al costat de Pablo Novoa, Miguel Malla i Ricardo Moreno va actuar en festivals internacionals com el Pop Komm alemany, el Arezzo Wave en Itàlia, el Sónar de Barcelona i el FIB, a més de girar per Mèxic, Estats Units, el Japó, i tocar en nombrosos festivals i teatres Espanyols.

### L'Orquestra
Amb el pas dels anys es van anar incorporant a la banda els músics amb els quals grava els diferents discos i les bandes sonores fins que en 2006 forma l'orquestra amb la qual toca en l'actualitat. Un projecte musical que tracta de potenciar la personalitat de cada músic afavorint la improvisació i el diàleg entre els diferents solistes, convertint cada concert en una experiència única.
Amb l'orquestra ha publicat els discos ¡Vivan los músicos! (2009) i El Reino de Veriveri (2014). Els seus concerts han arribat fins a l'Argentina, Anglaterra, Ghana, el Marroc, el Brasil i, a més de gravar bandes sonores per a diverses pel·lícules, l'orquestra ha realitzat l'espectacle de màgia en directe Birlibirloque con Jorge Blas,actuacions especials per a televisió i col·laboracions amb artistes de diferents disciplines (improvisació teatral amb Impromadrid teatre i l'artista Suso 33, visites musicals als museus Thyssen Bornemisza i Esteban Vicente, poesia amb la micropoetessa Ajo, i dansa amb Patricia Ruiz al Museu Reina Sofia, entre altres). Experiències que han enriquit el so i la personalitat de banda.
Els components de l'orquestra són: Nacho Mastretta (clarinet i acordió), Pablo Novoa (guitarra), Jorge ‘Coke’ Santos (bateria), Martín Bruhn (percussió), Luca Frasca (piano i òrgan), Pablo Navarro (contrabaix), Marina Sorin (violoncel i phonofiddle), Diego Galaz (violí, violí trompeta, sxerrac), Miguel Malla (saxo tenor i clarinet baix), Laicha Mansilla (saxo tenor), David Herrington (trompeta).

### Bandes Sonores
Al febrer de 2000 Nacho Mastretta realitza la banda sonora d'Asfalto, la quarta pel·lícula del realitzador Daniel Calparsoro, que va ser nominada aquest mateix any en els premis Goya com a millor música original. A partir d'aquesta data ha continuat en el món del cinema, component i gravant la Banda Sonora Original de les següents pel·lícules: En malas compañías (Antonio Hens. 2000), El sueño del caimán (Beto Gómez 2001), Desaliñada (Gustavo Salmerón, curtmetratge guanyador del premi Goya en 2002), La Hija del Caníbal (Antonio Serrano, 2002), Los Abajo Firmantes (Joaquín Oristrell, 2003), El Misterio del Trinidad (José Luis García Agraz, 2003), Torremolinos 73 (Pablo Berger, 2003), Operación Algeciras (Jesús Mora, 2004), Looking for Fidel (Oliver Stone, 2005), Días Azules (Miguel Santesmases, 2006), Va a ser que nadie es perfecto (Joaquín Oristrell, 2007), Alma (Rodrigo Blaas, 2009), El Gran Vázquez (Óscar Aíbar, 2010), Droga Oral (Chus Gutiérrez, 2015), ¡Oh Mammy Blue! (Antonio Ens 2017) i recentment Muchos hijos, un mono y un castillo (Gustavo Salmerón, 2017), premi Goya a la Millor Pel·lícula Documental 2017.

### Producció i col·laboracions
En la seva faceta de productor ha treballat per a Liquits (México), Tonino Carotone (Mondo Dificile), Peret, Pablo Novoa (Novoa cruza el Atlántico), Josele Santiago (Las golondrinas etc.) i Augusto Bracho (Mercado de los Corotos). Ha remesclat Fangoria i els mexicans Titán i ha col·laborat amb Renato Carosone, Peret, Julieta Venegas, La Marabunta, Xabarin Club, El Show de Dodó, Racalmuto, La Musgaña, Fetén Fetén, Laicha, Enrique i Estrella Morente, etc.

## Discografia

### Àlbums
| Any  | Títol                 | Segell discogràfic | Altra informació                                                  |
| 1998 | Melodías de rayos X   | Subterfuge Records | Elegit per El País com a millor disc electrònic dels 90           |
| 2000 | Luna de miel          | Subterfuge Records | 11 cançons cantades per 10 vocalistes femenines invitades         |
| 2000 | Asfalto               | Subterfuge Records | Banda sonora de la pel·lícula Asfalto de Daniel Calparsoro        |
| 2001 | El sueño del caimán   | Subterfuge Records | Banda sonora de la pel·lícula El sueño del caimán de Beto Gómez   |
| 2001 | Música de automóvil   | Subterfuge Records | Disc instrumental amb una única cançó cantada per Julieta Venegas |
| 2008 | ¡Vivan los músicos!   | Nuevos Medios      | Disc gravat a finals de 2007                                      |
| 2014 | El reino del Veriveri | Mastretta          | Disc gravat en directe als estudis Infinity de Madrid el 2012     |

### Singles i maxisingles
| Any  | Títol                                                                                | Segell discogràfic | Altra informació                                                                             |
| 1998 | Highballito                                                                          | Subterfuge Records | Single presentació                                                                           |
| 1999 | Música para el desfile de la colección de otoño-invierno 1999-2000 de Jesús del Pozo | Subterfuge Records | EP amb la música composta per aquesta desfilada del dissenyador espanyol Jesús del Pozo      |
| 2000 | Bascombe                                                                             | Subterfuge Records | Disc editat en col·laboració amb la Setmana de Cinema Fantàstic i de Terror de Sant Sebastià |
| 2000 | Malas compañías                                                                      | Subterfuge Records | Banda sonora del curtmetratge En malas compañías d'Antonio Hens                              |
| 2002 | Reparto a domicilio                                                                  | Subterfuge Records | Cançó original i 4 remescles                                                                 |